# Comuna Lišane Ostrovičke, Zadar
Lišane Ostrovičke este o comună în cantonul Zadar, Croația, având o populație de 698 de locuitori (2011).

## Demografie
Componența etnică a comunei Lišane Ostrovičke
     Croați (87,25%)
     Sârbi (12,46%)
     Necunoscut (0%)
     Neclasificat (0%)
Componența confesională a comunei Lišane Ostrovičke
     Catolici (87,11%)
     Ortodocși (12,61%)
     Necunoscută (0,14%)
     Musulmani (0,14%)
Conform recensământului din 2011, comuna Lišane Ostrovičke avea 698 de locuitori. Din punct de vedere etnic, majoritatea locuitorilor (87,25%) erau croați, cu o minoritate de sârbi (12,46%). Din punct de vedere confesional, majoritatea locuitorilor (87,11%) erau catolici, cu o minoritate de ortodocși (12,61%). Pentru 0,14% din locuitori nu este cunoscută apartenența confesională.